# آتناس (کانتون)
آتناس (به لاتین: Atenas) یک کانتون در کاستاریکا است که در استان آلاخوئلا واقع شده‌است.

## خصوصیات
آتناس ۱۲۷٫۱۹ کیلومترمربع مساحت و ۲۷٬۱۱۲ نفر جمعیت دارد.